# مقاطعة تشاتوكوا (نيويورك)
مقاطعة تشاتوكوا (بالإنجليزية: Chautauqua County)‏ هي إحدى مقاطعات ولاية نيويورك في الولايات المتحدة الأمريكية.

## أعلام
- إليشا جونسون
- روبرت إف. يونغ
- جيمس فرنسيس جيويل أرشيبالد
- إدوين د. ناش
- جون سكوفيلد